# 霍姆斯城鎮區 (明尼蘇達州道格拉斯縣)
霍姆斯城鎮區（英語：Holmes City Township）是位於美國明尼蘇達州道格拉斯縣的一個行政鎮區。

## 地方資料
霍姆斯城鎮區的面積為94.29平方千米，當中陸地面積為80.13平方千米，而水域面積為14.16平方千米。根據2020年美國人口普查的數據，當地共有人口799人，而人口密度為每平方千米8.47人。